# Habiganj (stad)
Habiganj is een stad in Bangladesh. De stad is de hoofdstad van het district Habiganj. De stad telt ongeveer 85.000 inwoners.